# Pablo Ruiz Barrero
Pour les articles homonymes, voir Barrero.
Pablo Ruiz Barrero est un footballeur espagnol né le 25 février 1981 à Séville.

## Palmarès
- FC Séville
  - Vainqueur de la Coupe de l'UEFA en 2006. (1 match disputé)